# Bitches Brew Live
| 전문가 평가     | 전문가 평가 |
| 평가 점수       | 평가 점수   |
| 출처            | 점수        |
| --------------- | ----------- |
| All About Jazz  | [ 2 ]       |
| AllMusic        | [ 3 ]       |
| Goldmine        | [ 1 ]       |
| The Independent | [ 4 ]       |
| Jazzwise        | [ 5 ]       |
| PopMatters      | 7/10        |

《Bitches Brew Live》는 미국의 재즈 트럼펫 연주자 마일스 데이비스의 라이브 음반이다. 이 음반은 2011년 2월 8일에 발매되었으며 두 번의 콘서트 공연에서 모은 자료를 포함하고 있다. 이 음반에 수록된 대부분의 곡들은 원래 《Bitches Brew》에서 나왔다. 첫 세 곡은 1969년 7월 뉴포트 재즈 페스티벌에서 녹음되었으며, 나머지 음반은 1970년 아일오브와이트 페스티벌에서 녹음되었다. 뉴포트의 〈Miles Runs the Voodoo Down〉, 〈Sancturary〉, 〈It's About That Time/The Theme〉의 세 컷은 이전에 발매되지 않았고 이후 소니 해적판 시리즈의 《At Newport 1955-1975》 볼륨에서 재발매되었다.

## 배경
뉴포트에서 녹음된 트랙의 밴드는 데이비스, 칙 코리아, 데이브 홀랜드, 잭 디조넷을 포함한다. 웨인 쇼터는 뉴포트로 가는 교통 체증 때문에 이 날짜를 놓쳤고, 그래서 그 그룹은 4인조로 공연했다. 와이트섬 콘서트를 위한 그룹에는 데이비스, 코리아, 홀랜드, 디조넷, 색소폰 연주자 게리 바츠, RMI 일렉트로닉 피아노의 키스 자렛, 그리고 브라질의 타악기 연주자 아이르투 모레이라가 참여했다.

## 곡 목록
모든 곡들은 특별한 언급이 없는 한 마일스 데이비스에 의해 작곡하였다.
| #  | 제목                               | 작곡      | 재생 시간 |
| -- | ---------------------------------- | --------- | --------- |
| 1. | 〈Miles Runs the Voodoo Down〉     |           | 10:26     |
| 2. | 〈Sanctuary〉                      | 웨인 쇼터 | 3:58      |
| 3. | 〈It's About That Time/The Theme〉 |           | 9:40      |
| 4. | 〈Directions〉                     | 조 자비눌 | 7:30      |
| 5. | 〈Bitches Brew〉                   |           | 10:09     |
| 6. | 〈It's About That Time〉           |           | 6:17      |
| 7. | 〈Sanctuary〉                      | 쇼터      | 1:10      |
| 8. | 〈Spanish Key〉                    |           | 8:15      |
| 9. | 〈The Theme〉                      |           | 2:10      |